# Joseph VI Audo
Mar Joseph VI Audo (ou Audu ou Oddo) (1790-1878) était patriarche de l'Église catholique chaldéenne de 1847 à 1878.

## Biographie

### Jeunesse
Joseph VI Audo est né à Alqosh en 1790, en 1814, il devint moine au monastère de Rabban Hormizd. Il a été ordonné prêtre en 1818 et consacré évêque de Mossoul le 25 mars 1825, par le patriarche administrateur Augustin Hindi de Diyarbakır. De 1830 à 1847, il a servi en tant que métropolite d'Amedi.
Au début du 19e siècle, l'union entre les deux lignes patriarcales qui déclaraient être en communion avec le Saint-siège n'était pas officielle. L'ancien monastère de Rabban Hormizd, qui, pendant plusieurs siècles, était le siège de la famille patriarcale des Mama soutenue par les fidèles de l'Église de l'Orient, en 1808 reconnu comme patriarche Mar Augustin Hindi, chef de la lignée patriarcale commencée par Mar Joseph en 1681, en union avec Rome. Yohannan Hormizd, dernier descendant de la famille des Mama aussi en communion avec Rome, s'opposa farouchement à cette décision. Joseph Audo partisan de Mar Augustin Hindi se retrouva comme un opposant actif à Yohannan Hormizd, le conflit pris fin seulement grâce à l'intervention directe de deux délégués apostoliques envoyés par Rome en 1828-1829:297.
Après la mort de Mar Augustin Hindi, l'Église catholique chaldéenne finalement s’unit autour de Yohannan Hormizd en 1830, même si son successeur eu à traiter en interne l’opposition de plusieurs évêques dirigé par Mgr Audo qui déboucha à la démission du patriarche Mar Nicholas I Zaya en 1846.

### Le patriarche (1848-1878)
Joseph Audo a été élu Patriarche de l'Église Chaldéenne, le 28 juillet 1847, et confirmé par le Pape Pie IX , le 11 septembre 1848. Il est aussi connu comme Joseph VI, compte tenu de Mar Augustin Hindi avoir le nom de Joseph V.
Joseph s'est montré aussi énergique et combative un patriarche comme il avait été évêque. Au cours de son règne, il a pris des mesures pour améliorer le calibre de le Chaldéen, le clergé et pour renforcer l'épiscopat et l'ordre monastique, et a monté une campagne réussie pour renforcer la propagation de la foi Catholique dans les Nestoriens districts. Un Catholique sincère, qui avaient été amenés à la foi Catholique après la lecture de Joseph IIs' Livre de la Pure Miroir, il se heurta à plusieurs reprises avec le Vatican sur les questions de compétence.
Audo jeté les bases, avec l'aide du Vatican, pour l'Église Chaldéenne à croître et à se développer considérablement dans les décennies précédant la Première Guerre mondiale. À partir de ses premiers jours en tant qu'évêque de ʿAmadiya, en concurrence avec les Nestoriens de l'église pour l'allégeance des villages de la Sapna de la vallée, il avait apprécié le rôle crucial de l'éducation de la clergé pourrait jouer à la fois dans la consolidation de la foi Catholique où il existait déjà et en l'amenant à de nouveaux auditeurs. Jusqu'à présent, de nombreux évêques de l'Église Chaldéenne avaient été élevée au Collège de la Propagande à Rome, et ses prêtres avait ramassé ce que l'éducation qu'ils pouvaient de leurs évêques. Audo a travaillé à réduire l'Église Chaldéenne la dépendance de Rome, et à s'assurer qu'il était en mesure de former et de former son propre clergé.
En agissant de la sorte, il était sur les traces de Gabriel Dambo, dont le renouveau de la vie monastique dans le monastère de Rabban Hormizd , en 1808, avait été en partie destiné à l'approvisionnement de l'église avec un bon niveau d'éducation et de discipline du clergé. Dans une certaine mesure, il n'; les moines du monastère ont été envoyés comme les prêtres et les diacres à Bagdad, Bassora, et un certain nombre de Chaldéenne de villages de Mossoul et ʿAmadiya districts dans les années 1820, et sans doute servi de leurs congrégations. Audo lui-même et les autres moines est devenu plus tard les évêques. Mais la première Rabban Hormizd supérieurs, Gabriel Dambo et Yohannan Gwera, également passé une grande partie de leurs énergies de se quereller avec les patriarches Yohannan VIII Hormizd et Nicolas je Zayʿa, avec des conséquences néfastes pour le moral de l'église.

### Établissement des séminaires
Ces querelles internes est venu à une fin avec Audo adhésion, comme il avait pris le côté du monastère dans ses luttes avec ses prédécesseurs. Avec la collaboration des moines assuré, le nouveau patriarche a fait de son mieux pour s'assurer que Dambo vision originale était enfin réalisé. Le Monastère de Rabban Hormizd , était trop éloignée et exposés à l'attaque de rester au fonctionnement d'un monastère, et était aussi un symbole d'une période turbulente est préférable d'oublier. Audo a décidé de le remplacer et, en 1859, avec l'aide financière du Vatican, a construit un nouveau monastère de Notre-Dame des Semences dans un endroit plus sûr et plus commode site près d'Alqosh. Le nouveau monastère rapidement remplacé Rabban Hormizd comme le principal monastère de l'église Chaldéenne. Deux autres importants centres pour l'éducation des Chaldéens clergé ont aussi été créées à Mossoul pendant Audo règne, le patriarcale séminaire de Saint-Pierre, en 1866, et les Syro-Chaldéenne séminaire de Saint John, achevé peu de temps après Audo est mort en 1878. L'église Syro-Chaldéen, séminaire, qui a permis de former des prêtres pour les deux, le Chaldéen et le Syriaque Catholique, les églises, était sous la direction des Dominicains, tandis que le séminaire patriarcal était entièrement dirigée par le clergé Chaldéen. Bien qu'un certain nombre de prêtres Chaldéens ont continué à être formés à Rome ou ailleurs, la plupart des évêques et des prêtres de l'église Chaldéenne dans les décennies précédant la Première Guerre mondiale est venue de l'un ou l'autre de ces trois centres fondée en Audo règne.

### L'affaire Rocos
Malgré son investissement dans l'avenir de son église, ses relations avec le Vatican ont souvent été tendues. Un des premiers signes d'indépendante du patriarche, fût en 1858, quand il a tenu un synode, du 7 juin au 21 juin dans le monastère de Rabban Hormizd dont la validité n'a pas été reconnu par Rome. En 1860, un conflit plus grave survient lorsque des syro-malabars envoie une délégation à Mossoul pour lui demander de consacrer un évêque de leur propre rite. Malgré les protestations du délégué apostolique à Mossoul, Henri Amanton, il consacre Thomas Rocos, évêque de Basra et l'expédie comme visiteur pour les chrétiens de saint Thomas. Amanton alors censure le patriarche et ses évêques, le patriarche répond par deux encycliques pour les prêtres et les personnes de son église, la première le 21 décembre 1860, et la seconde le 4 janvier 1861. Peu de temps après, il partit pour Rome, pour rendre compte de ses actions, en arrivant à la fin du mois de juin. Il y était invité à rappeler Rokos, à écrire une lettre d'excuses à la Propagande et à faire un acte de soumission au pape. Il s'est plié à la première et à la troisième demande, et a été reçu par le pape le 14 septembre. Le 23 septembre, il a publié la troisième encyclique de son église, dans laquelle il a reconnu ses erreurs et annulé les mesures qu'il avait prises à l'encontre de la délégation apostolique et les Dominicaines missionnaires. Il est retourné à Mossoul, le 2 décembre. Pendant ce temps, Rokos, qui avait été excommunié sur le Vatican de la commande par le vicaire apostolique de Verapoly (en) à son arrivée en Inde, retourné à l'échec à Bagdad, en juin 1862.
L'affaire ne s'arrête pas là. L'un des membres de la réunion qui a donné Rokos de sa mission, le métropolite de Seert Peter Bar Tatar, a refusé d'accepter la censure exercée par le délégué. Le patriarche a été de nouveau mêlé avec les Dominicains, et a émis une interdiction sur tous les lieux où il est arrivé à célébrer, en présence des Chaldéens. Il y avait un autre incident, le 5 juin 1864. Audo consacrée Elias Mellus évêque de ʿAqra, mais le nouvel évêque omis dans sa profession de foi des passages relatifs au Concile de Florence et le Concile de trente. Cela a été rapporté à Rome, et bien qu'Audo a parlé de son subordonné, et l'affaire a été réglée, l'animosité a grandi sur les deux côtés.

### Premier Concile Du Vatican

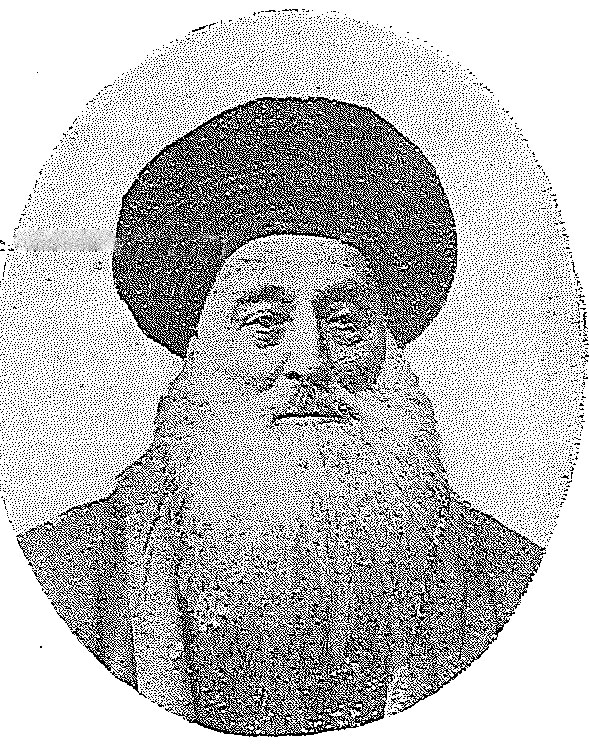
Joseph Audo

Le Vatican semble avoir décidé par la suite de profiter de chaque occasion pour rappeler à Audo de sa position. En 1867 Grégoire Pierre di Natale, métropolite de Milieu, est décédé à Rome. La Propagande a invoqué la papauté de l'ancien privilège dans de tels cas, de nommer son successeur, et a demandé au patriarche de soumettre trois noms appropriés après discussion avec ses évêques. Peu de temps après, le diocèse de Mardin également devenu vacant par la mort d'Ignace Dashto en 1868, et la Propagande a insisté sur la nomination de son successeur. Audo dûment soumis une liste de sept noms, et a été réalisé à consacrer Pierre Timothée ʿAttar métropolitaine de Milieu et Gabriel Farso métropolitaine de Mardin. Il a également été informé que les dispositions de la constitution ecclésiastique Reversurus promulguée le 12 juillet 1867 pour l'Église arménienne Catholique serait, en temps voulu, être appliquée à toutes les Églises Catholiques Orientales, et le 31 août 1869 ses règles pour l'élection des évêques ont été appliqués à l'Église Chaldéenne dans la bulle Cum ecclesiastica disciplina.
C'en était trop pour Audo, et il a refusé de consacrer les évêques désigné de Milieu et de Mardin. Il a été convoqué à Rome et en janvier 1870, contraints de consacrer. Il s'est plaint que Rome était en violant les droits des patriarches d'Orient, et a été particulièrement lésée que les Syriaques, Maronites et Melkite patriarches n'avaient pas encore accepté les dispositions de la constitution de 1867. En conséquence, dans les années 1870 Premier Concile du Vatican, il a été chaleureusement accueilli comme un membre de l'Église du parti opposé à la doctrine de l'infaillibilité papale, et rejoint dans l'opposition à la controversée de la constitution Pastor aeternus, peut faire abstraction de lui-même à partir de la session à laquelle il a été promulgué. Il a ensuite refusé d'y adhérer, donnant l'excuse qu'il ne pouvait prendre une telle solennelle étape de retour à la maison, parmi son propre troupeau. Il a rencontré le Sultan de Constantinople le 16 septembre 1870, et a dénoncé la constitution d'empiéter sur les coutumes traditionnelles de l'église et de porter atteinte aux intérêts de l'empire Ottoman. Il a déclaré qu'il n'avait pas accepté ses dispositions, et ne le ferais jamais. En même temps, il a célébré la Messe avec les arméniens prêtres qui s'était séparé du patriarche Hassoun, et a refusé de répondre aux lettres de la Propagande. Le Vatican, alarmé, utilisé tous les moyens à sa disposition pour les rappeler à l'obéissance et à la tête d'une menace de schisme. Enfin, le 29 juillet 1872, le dernier de tous les patriarches d'orient, Audo a écrit une lettre d'accepter les décisions du Conseil. Le Vatican a décidé de lui donner une leçon. Dans Quae dans patriarchatu, une sensation de picotement encyclique du 16 novembre 1872 adressée aux évêques, au clergé et aux fidèles de l'Église Chaldéenne, le Pape Pie IX répété un grand nombre d'exemples de Audo de l'intransigeance, a déploré sa désobéissance et se félicite de son éventuelle soumission. Audo du troupeau a été laissé peu de doute quant à savoir qui, dans la cité du Vatican yeux, avait été dans l'erreur.

### Schisme méllusien
Audo est en conflit de nouveau avec le Vatican en 1874. Après avoir ademandé au pape Pie IX pour l'Église Chaldéenne la juridiction traditionnelle de l'Église de l'Orient sur les syriaques catholiques d'Inde. Le Vatican a retardé la réponse à cette demande, et Audo a décidé de ne pas attendre. Il a envoyé Mar Elias Mellus, évêque d'Aqra, en Inde en tant que métropolitain, où il a rapidement été excommunié par le Vatican. Le 24 mai 1874, sans consultation préalable avec le Vatican, il a consacré Eliya Peter ʿAbulyonan métropolitaine de Gazarta et Mattai Paul Shamina métropolitaine de ʿAmadiya. Le 1er mai 1875, il a consacré Quriaqos Giwargis Goga métropolitaine de Zakho et Philip Yaʿqob Abraham métropolitaine pour l'Inde, afin d'aider Elıya Mellus. Le pape menacé dans une lettre encyclique du 1er septembre 1876 à excommunier les deux le patriarche et les évêques qu'il avait consacrée à moins qu'ils sont retournés à l'obéissance dans un délai de 40 jours. Audo a abouti en mars 1877, et a écrit pour rappeler Eliya Mellus et Philippe Abraham de l'Inde. Il a été libéré de la censure et de félicité pour sa conformité à la papauté lettres Solatio nobis fuit (9 juin 1877) et Iucundum nobis (11 juillet 1877), et ses nominations épiscopales en dehors de l'Inde ont été reconnus. Néanmoins, le retrait d'Audo est venu trop tard pour éviter un schisme dans l'Église catholique syro-malabare, connu aujourd'hui sous le nom d'Église syrienne chaldéenne.

### Dernières années
Joseph Audo mort réconciliée avec le Vatican, à Mossoul , le 14 mars 1878:740. Son avis de décès a été prononcé dans un consistoire tenu le 28 février 1879 par le Pape Léon XIII, qui a salué en lui "un homme orné d'un beau sens de la foi et de la croyance" (quem eximius pietatis et religionis sensus ornabat). Bien qu'il n'y a aucun manque de sources pour sa féconde carrière, il n'a pas encore eu un biographe.
Audo a succédé en tant que patriarche de Babylone par Eliya Peter ʿAbulyonan, métropolite de Gazarta, qui a été élu en 1878, dans le monastère de Notre-Dame des Semences et confirmé, le 28 février 1879 sous le titre Eliya XII.